# 紫薇山民居
紫薇山民居是浙江省东阳市境内的一组民居建筑，位于东阳市画水镇紫薇山村。建筑由明南京兵部尚书许弘纲及弟许弘纶、许弘纪合建。建筑原有三条轴线，分别为许弘纲“尚书第”、许弘纶“大夫第”和许弘纪“将军第”组成，尚书第前后六进，其余为前后五进，各建筑均设有附属建筑。至今“将军第”已毁，仅存“尚书第”线门厅、诒燕堂及“大夫第”开泰堂、后堂和部分厢房建筑，为东阳现存不多的明代后期建筑。2019年10月，紫薇山民居被列入第八批全国重点文物保护单位。